# Мухаммед аль-Бадр
Мухаммед аль-Бадр бін Ахмад Гамід ад-Дін (араб. محمد البدر بن أحمد حميد الدين; 15 лютого 1926 — 6 серпня 1996) — зейдитський імам, король Ємену.

## Життєпис

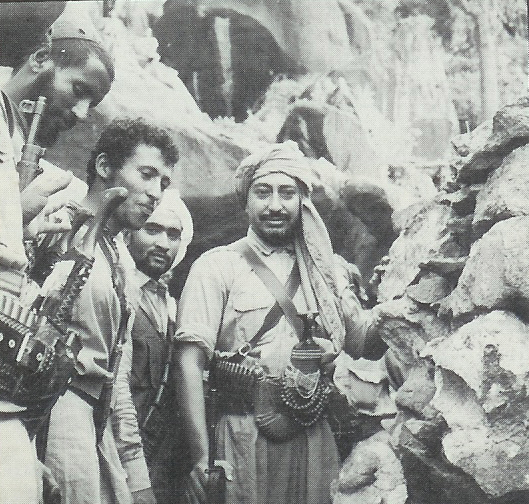
Мухаммед аль-Бадр серед прибічників у печері Джебаль-Шеда

Був старшим сином імама Ахмада. У різні періоди обіймав посаду намісника Ходейди, Сани, міністра внутрішніх і закордонних справ. 1955 року був проголошений спадкоємцем престолу. Після смерті імама Ахмада 18 вересня 1962 року був проголошений його імамат.
26 вересня 1962 року був повалений в результаті військового перевороту під керівництвом Абдалли ас-Саляля, призначеного самим же аль-Бадром начальником королівської гвардії. Мухаммед підняв на збройну боротьбу своїх прибічників на півночі країни й отримав підтримку з боку Саудівської Аравії, в результаті чого спалахнула громадянська війна, що тривала до 1970 року. 23 березня 1970 колишній імам закликав до встановлення національної згоди, після чого емігрував до Великої Британії, де й помер 1996 року.